# رومينغ شورس (أوهايو)
رومينغ شورس (بالإنجليزية: Roaming Shores, Ohio)‏ هي منطقة سكنية تقع في الولايات المتحدة في مقاطعة أشتابولا، أوهايو. يقدر عدد سكانها بـ 1,508 نسمة ومساحتها 7.30 كم2 وترتفع عن سطح البحر 265 متر.

## التركيبة السكانية
قام مكتب تعداد الولايات المتحدة بتحديد بيانات التركيبة السكانية لرومينغ شورس في تعداد الولايات المتحدة. في ما يلي، التركيبة السكانية حسب تعدادي 2000 و2010.

### تعداد عام 2000
بلغ عدد سكان رومينغ شورس 1,239 نسمة بحسب تعداد عام 2000، وبلغ عدد الأسر 486 أسرة وعدد العائلات 386 عائلة مقيمة في القرية. في حين سجلت الكثافة السكانية 596.1 نسمة لكل ميل مربع (230.2/كم2). وبلغ عدد الوحدات السكنية 641 وحدة بمتوسط كثافة قدره 308.4 نسمة لكل ميل مربع (119.1/كم2).
وتوزع التركيب العرقي للقرية بنسبة 97.42% من البيض و 0.16% من الأمريكيين الأصليين و 0.08% من الأمريكيين ذوي الأصول الآسيوية و 0.08% من سكان جزر المحيط الهادئ و 1.61% من الأمريكيين الأفارقة و 0.65% من عرقين مختلطين أو أكثر.
بلغ عدد الأسر 486 أسرة كانت نسبة 32.1% منها لديها أطفال تحت سن الثامنة عشر تعيش معهم، وبلغت نسبة الأزواج القاطنين مع بعضهم البعض 70.4% من أصل المجموع الكلي للأسر، ونسبة 5.8% من الأسر كان لديها معيلات من الإناث دون وجود شريك، وكانت نسبة 20.4% من غير العائلات. تألفت نسبة 16.7% من أصل جميع الأسر من أفراد ونسبة 6.2% كانوا يعيش معهم شخص وحيد يبلغ من العمر 65 عاماً فما فوق. وبلغ متوسط حجم الأسرة المعيشية 2.85، أما متوسط حجم العائلات فبلغ 2.55.
بلغ العمر الوسطي للسكان 39 عاماً. وكانت نسبة 23.2% من القاطنين تحت سن الثامنة عشر، وكانت نسبة 5.2% بين الثامنة عشر والأربعة وعشرون عاماً، ونسبة 31.4% كانت واقعةً في الفئة العمرية ما بين الخامسة والعشرون حتى والأربعة وأربعون عاماً، ونسبة 28.7% كانت ما بين الخامسة والأربعون حتى الرابعة والستون، ونسبة 11.5% كانت ضمن فئة الخامسة والستون عاماً فما فوق. يوجد لكل 100 أنثى 109.6 ذكر، ويوجد لكل 100 أنثى في الثامنة عشر من عمرها فما فوق 112.5 ذكر.
بلغ متوسط دخل الأسرة في القرية 57,431 دولار، أما متوسط دخل العائلة فبلغ 64,750 دولار. وكان متوسط دخل الذكور 46,000 دولار مقابل 29,583 دولار للإناث. وسجل دخل الفرد الخاص بالقرية 26,470 دولار. وكانت نسبة 1.5% من العائلات ونسبة 1.0% من السكان تحت خط الفقر، وكان من هؤلاء نسبة 1.7% تحت سن الثامنة عشر ولا أحد منهم في الخامسة والستين من العمر وما فوق.

### تعداد عام 2010
بلغ عدد سكان رومينغ شورس 1,508 نسمة بحسب تعداد عام 2010، وبلغ عدد الأسر 582 أسرة وعدد العائلات 433 عائلة مقيمة في القرية. في حين سجلت الكثافة السكانية 718.1 نسمة لكل ميل مربع (277.3/كم2). وبلغ عدد الوحدات السكنية 866 وحدة بمتوسط كثافة قدره 412.4 لكل ميل مربع (159.2/كم2).
وتوزع التركيب العرقي للقرية بنسبة 98.6% من البيض و 0.3% من الأمريكيين ذوي الأصول الآسيوية و 0.5% من الأمريكيين الأفارقة و 0.6% من عرقين مختلطين أو أكثر.
بلغ عدد الأسر 582 أسرة كانت نسبة 34.0% منها لديها أطفال تحت سن الثامنة عشر تعيش معهم، وبلغت نسبة الأزواج القاطنين مع بعضهم البعض 64.8% من أصل المجموع الكلي للأسر، ونسبة 6.5% من الأسر كان لديها معيلات من الإناث دون وجود شريك، بينما كانت نسبة 3.1% من الأسر لديها معيلون من الذكور دون وجود شريكة وكانت نسبة 25.6% من غير العائلات. تألفت نسبة 20.4% من أصل جميع الأسر من أفراد ونسبة 7.7% كانوا يعيش معهم شخص وحيد يبلغ من العمر 65 عاماً فما فوق. وبلغ متوسط حجم الأسرة المعيشية 2.98، أما متوسط حجم العائلات فبلغ 2.59.
بلغ العمر الوسطي للسكان 40.2 عاماً. وكانت نسبة 24.9% من القاطنين تحت سن الثامنة عشر، وكانت نسبة 5.6% بين الثامنة عشر والأربعة وعشرون عاماً، ونسبة 26.8% كانت واقعةً في الفئة العمرية ما بين الخامسة والعشرون حتى والأربعة وأربعون عاماً، ونسبة 29.3% كانت ما بين الخامسة والأربعون حتى الرابعة والستون، ونسبة 13.5% كانت ضمن فئة الخامسة والستون عاماً فما فوق. وتوزع التركيب الجنسي للسكان بنسبة 50.6% ذكور و49.4% إناث.